# Сверхурочная работа

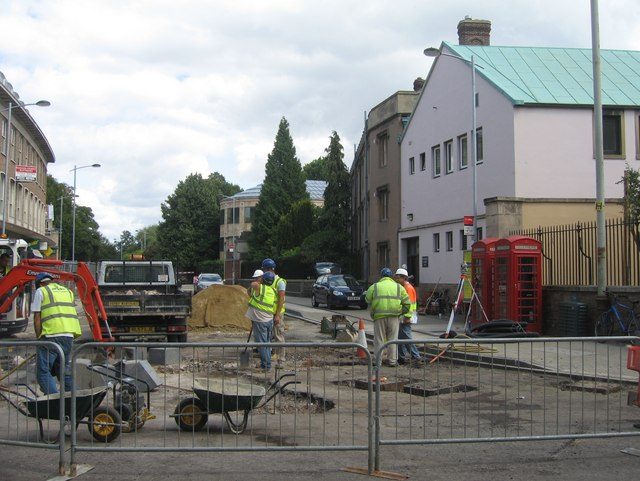
Сверхурочная работа строителей в воскресенье (Эммануэль-стрит)

Сверхуро́чная рабо́та в трудовом праве — работа сверх установленной (нормальной) продолжительности рабочего времени, выполняемая по инициативе работодателя (в отличие от совместительства, когда работа производится по инициативе работника).
Согласно исследованию Университетского колледжа Лондона, больше 15 часов сверхурочных в неделю на треть повышает риск инфаркта и инсульта.

## Сверхурочные работы по действующему российскому законодательству

### Без согласия работника
В Российской Федерации привлечение к сверхурочной работе допускается без письменного согласия работника в следующих случаях:
- при производстве работ, необходимых для предотвращения катастроф, производственной аварии либо устранения последствий катастрофы, производственной аварии или стихийного бедствия;
- при производстве общественно необходимых работ по устранению непредвиденных обстоятельств, нарушающих нормальное функционирование систем водоснабжения, газоснабжения, отопления, освещения, канализации, транспорта, связи — для устранения непредвиденных обстоятельств, нарушающих нормальное их функционирование;
- при производстве работ, необходимость которых обусловлена введением чрезвычайного или военного положения, а также неотложных работ в условиях чрезвычайных обстоятельств, то есть в случае бедствия или угрозы бедствия (пожары, наводнения, голод, землетрясения, эпидемии или эпизоотии) и в иных случаях, ставящих под угрозу жизнь или нормальные жизненные условия всего населения или его части.

### С письменного согласия работника
Привлечение работодателем работника к сверхурочной работе допускается с его письменного согласия в следующих случаях:
- при необходимости выполнить (закончить) начатую работу, которая вследствие непредвиденной задержки по техническим условиям производства не могла быть выполнена (закончена) в течение установленной для работника продолжительности рабочего времени, если невыполнение (незавершение) этой работы может повлечь за собой порчу или гибель имущества работодателя, государственного или муниципального имущества либо создать угрозу жизни и здоровью людей;
- при производстве временных работ по ремонту и восстановлению механизмов или сооружений в тех случаях, когда их неисправность может вызвать прекращение работ для значительного числа работников;
- для продолжения работы при неявке сменяющего работника, если работа не допускает перерыва. В этих случаях работодатель обязан немедленно принять меры по замене сменщика другим работником.

В иных случаях привлечения к сверхурочной работе, кроме письменного согласия работника, от работодателя требуется учитывать мнение профсоюзного органа; однако это норма фактически не влияет на возможность привлечения работников к сверхурочным работам, поскольку работодатель может и не согласиться с отрицательным решением профсоюза.
Отсутствие письменного согласия работника означает отсутствие правовых оснований для привлечения его к работе.

### Ограничения на установление сверхурочных работ
Дополнительный критерий, который по закону не может превышаться в любом случае, является невозможность привлекать работника к сверхурочным работам за пределами четырёх часов в течение двух дней подряд и 120 часов в год.
К сверхурочным работам не допускается привлекать следующие категории работников:
- беременных женщин,
- работников в возрасте до восемнадцати лет,
- работников иных категорий, если это установлено федеральным законом, например, работников, с которыми заключён ученический договор.

Привлечение инвалидов и женщин, имеющих детей в возрасте до трех лет, к сверхурочным работам допускается с их письменного согласия и при условии, если такие работы не запрещены им по состоянию здоровья в соответствии с медицинским заключением.
Законом работодателю предписывается обеспечить точный учет сверхурочных работ, выполненных каждым работником, что должно быть отражено в табеле учета рабочего времени.
Для каждой сверхурочной работы необходим отдельный приказ. Нельзя составлять приказ о сверхурочной работе на длительный период времени.

### Реальное положение дел
В действительности существует значительное расхождение между правовой нормой и реальным положением дел (особенно в негосударственном секторе): работников часто привлекают к сверхурочной работе без получения их согласия в письменном виде, либо, что происходит чаще, работодатели прикрывают сверхурочную работу работой по совместительству, привлекают работников на работу с ненормированным рабочим днем либо вовсе не ведут учет сверхурочно отработанного времени.
Сверхурочная работа часто прикрывается описанными способами ещё и по причине необходимости её оплаты в повышенном размере:
- за первые два часа работы не менее чем в полуторном размере,
- за последующие часы — не менее чем в двойном размере.

Кроме того, помимо повышенной оплаты, закон предоставляет работнику выбор: вместо денег работник может получить дополнительное время отдыха, причем не меньше времени работы.